# Ulrich Hege
Ulrich Hege (* im Juni 1961) ist ein deutscher Wirtschaftswissenschaftler. Er ist Generaldirektor (französisch Directeur Général) und Professor an der Toulouse School of Economics (TSE).

## Leben
Hege studierte Volkswirtschaftslehre an der Johann Wolfgang Goethe-Universität Frankfurt am Main. Nach dem Abschluss als Diplom-Volkswirt 1989 setzte er seine Studien an der Princeton University fort, wo er einen Master of Arts (1992) und bei Douglas Bernheim einen Ph.D. (1994; Essays on corporate finance and on the economic analysis of law) in Economics erwarb. Anschließend war er Assistant Professor an der HEC Paris, der Universität Tilburg und Associate Professor an der École supérieure des sciences économiques et commerciales (ESSEC). Gastdozenturen führten ihn an die London Business School (LBS) und die Stern School of Business nach New York.
Von 2001 bis 2015 war er zunächst als Associate Professor, und dann als Professor an der HEC Paris tätig, zuletzt zusätzlich als stellvertretender Dekan und Direktor des Ph.D.-Programms ebendort. Sein Forschungsschwerpunkt liegt in der Finanzwirtschaft, insbesondere im Corporate Finance (Venture Capital, Private Equity, Mergers & Acquisitions usw.). Von 2008 bis 2012 hatte er zusammen mit Edith Ginglinger den FBF Chair for Corporate Finance inne und organisierte die Paris Spring Corporate Finance Conference.
Er publizierte u. a. in Management Science, Journal of Financial Economics, Review of Financial Studies, The RAND Journal of Economics und Journal of Institutional and Theoretical Economics. Er ist Forschungsmitglied des European Corporate Governance Institute in Brüssel sowie Mitherausgeber von Fachzeitschriften.

## Auszeichnungen
Hege erhielt mehrere Stipendien u. a. vom DAAD, von der Princeton University, der Volkswagenstiftung, der Fritz Thyssen Stiftung und der Europäischen Kommission. Er war 1999 Preisträger des Iddo Sarnat Memorial Awards und 2014 und 2015 des Prix Syntec für den besten Forschungsartikel in Management.